# Зелёный дятел
Зелёный дя́тел (лат. Picus viridis) — птица из семейства дятловых, распространённая в западной части Евразии. На территории России встречается спорадично в европейской части западнее Поволжья и на Кавказе. Размером приблизительно с галку; среди других европейских дятлов, за исключением схожего с ним седого дятла, легко выделяется оливково-зелёным окрасом верхней части тела. Оседлая птица, селится в разнообразных лесистых ландшафтах с лиственными деревьями и открытыми пространствами поблизости. Питается преимущественно наземными муравьями, а также другими мелкими беспозвоночными — земляными червями, улитками, изредка ловит рептилий. Кроме того, употребляет в пищу опавшие плоды деревьев. Подобно домовому воробью, по твёрдой поверхности передвигается прыжками. Размножается один раз в год, в кладке обычно 5—8 белых яиц.
В России зелёный дятел занесён в Красные книги ряда субъектов Федерации, в том числе Московской и Ленинградской областей. Птица также находится под охраной Красной книги Украины и Красной книги Республики Беларусь.

## Описание

### Внешний вид

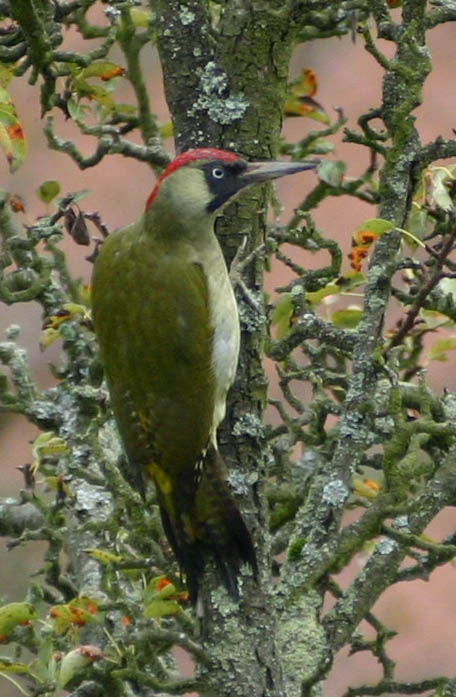
Самка — «усы» полностью чёрные

Среднего размера дятел, заметно крупнее седого дятла. Длина 33—36 см, размах крыльев 40—44 см, вес 150—250 г. Оперение верхней части туловища и крыльев оливково-зелёное, нижней более бледное — зеленовато-серое либо светло-зелёное с тёмными поперечными пестринами. По бокам головы и шеи перья также зелёные, более тёмные сзади и светлые спереди. В верхней части головы и на затылке имеется узкая шапочка ярко-красных перьев. Передняя часть головы, включая окаймление вокруг глаз, чёрная и выглядит контрастной «чёрной маской» на фоне красного верха и зелёных щёк. Под клювом имеется полоска перьев в виде «усов», у самцов она красная с чёрной каёмкой, а у самок чёрная. Радужина желтовато-белая. Клюв свинцово-серый, в основании подклювья жёлтый. Надхвостье жёлто-зеленое. Половой диморфизм выражен слабо, самцы и самки различаются главным образом по окраске «усов». У молодых птиц, не достигших половой зрелости, оперение с частыми тёмными пестринами, «усы» не развиты.
Подвид Picus viridis sharpei, распространённый на Пиренейском полуострове и иногда рассматриваемый как самостоятельный вид, заметно отличается от остальных популяций — на его голове чёрные перья почти отсутствуют, «маска» вокруг глаз имеет тёмно-серый окрас, чёрная окаёмка красных усов у самцов выражена только снизу. Ещё одна форма vaillantii из северо-западного Марокко и северо-западного Туниса, имеющая ещё большие отличия от номинативного подвида, в настоящее время обычно выделяется в отдельный вид хохлатый зелёный дятел.
Полёт глубоко волнообразный, со взмахами крыльев на взлёте.

### Голос
Кричат птицы обоих полов в течение года, при этом их репертуар друг от друга не отличается. Голос более резкий по сравнению с седым дятлом, в отличие от последнего нередко характеризуется как «хохот» или «клёкот». Издаёт очень громкое бескомпромиссное «клей-клей-клей» или «глюк-глюк-глюк», которое может содержать от одного до двадцати слогов. Нередко ударение делается на втором слоге, темп пения может увеличиваться либо замедляться, а также затихать в конце. В отличие от седого дятла, изменение по высоте голоса не происходит. В отличие от других видов дятлов редко долбит деревья и почти не выстукивает трели.

### Отличия от близких видов
В пределах природного ареала зелёного дятла часто можно спутать с родственным ему седым дятлом. У последнего голова более округлая и немного меньше по размеру, клюв тоньше и короче, оперение на голове в основном серое (небольшая красная шапочка видна лишь у самцов в лобной части головы, чёрные перья вокруг глаз выражены только в районе уздечки и чёрные усы заметно тоньше).

## Распространение

### Ареал

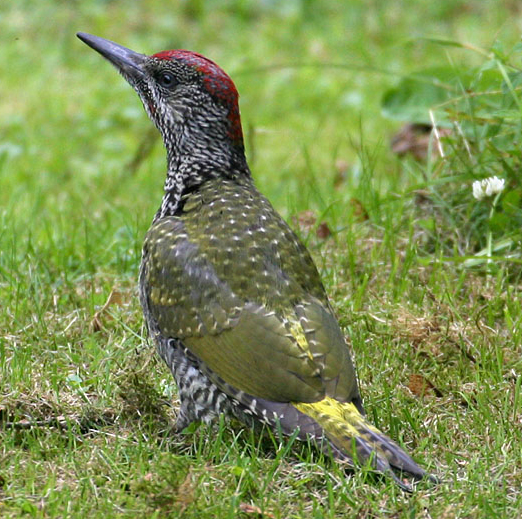
Молодая птица с тёмными пестринами на шее

Распространён в западной части Евразии от Шотландии и южной части Скандинавии на севере до средиземноморского побережья Турции, стран Закавказья, Северного Ирана и Туркменистана на юге. На территории России ареал ограничен на севере южным побережьем Финского залива, Ладожским озером, 60° с. ш., устьем реки Кама; на востоке долиной Волги. На Украине гнездится на Полесье, в западных районах и, спорадически, в низовьях Дуная и Днестра. В Европе за пределами материка отсутствует в северной и восточной части Ирландии, на островах Макаронезии и некоторых островах Средиземного моря.

### Численность
До середины XX века почти всюду, кроме крайней восточной части ареала и Карпат, был обычной птицей и доминировал по численности над седым дятлом. Во второй половине XX века по всей Европе наметилась тенденция снижения численности зелёного дятла. В 1970-80-х гг. заметное снижение численности произошло и в России. Лишь на Кавказе численность оставалась стабильной. В России произошло также и сокращение ареала. Если в начале XX века зелёный дятел узкой полосой по пойменным лесам долины реки Волги гнездился до Волгограда, то в середине XX века юго-восточная граница ареала сместилась к северу до Саратова. Деградация популяции зелёного дятла связана с сокращением площадей климаксных дубрав, в более молодых лесах он проигрывает в конкуренции седому дятлу.
Более 75 % птиц обитает на территории Европы, наиболее крупные популяции отмечены во Франции, Германии и Испании. Менее многочисленны дятлы в Португалии, Великобритании, Швеции, России, Хорватии, Румынии, Украине и Болгарии. Общая численность в мире оценивается в пределах от 1,8 до 5,2 млн особей.

### Места обитания
Обитает главным образом в широколиственных лесах, садах, парках. В смешанных либо хвойных лесах встречается редко. Отдаёт предпочтение полуоткрытым ландшафтам. Селится вдоль лесных оврагов, а также в пойменных дубравах и ольшаниках. Часто встречается на лесных опушках, в перелесках, в местах лесных островков вперемешку с открытыми пространствами. Обязательным условием для гнездования является обилие крупных земляных муравейников, обитатели которых являются их излюбленным кормом. Держится очень скрытно, особенно в гнездовой период.
Наиболее заметен с середины марта до 20-х чисел апреля: в этот период характерны брачные полёты и громкие крики. Ведёт оседлый образ жизни либо кочует на незначительные расстояния. Встречается на высоте от уровня моря до 3000 м в горах Кавказа, до 1500 м в восточных Альпах, до 2100 м в западных Альпах. Восприимчив к районам с густым снежным покровом.

## Размножение

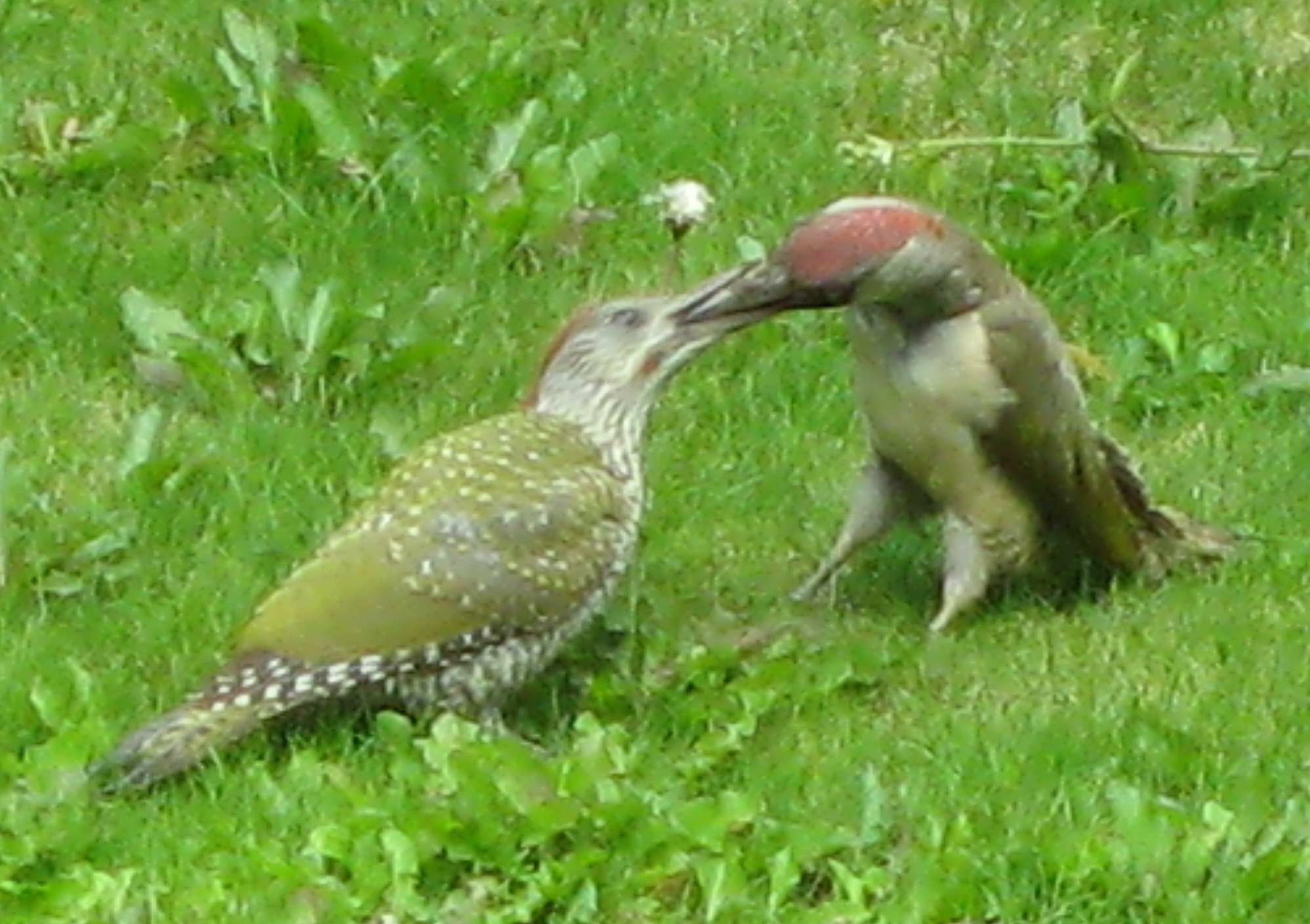
Взрослая птица кормит подросшего летающего птенца

К размножению приступает в конце первого года жизни, моногам. Брачное возбуждение у птиц начинается уже в феврале и продолжается до середины мая, достигая своего пика во второй половине марта и начале апреля. В этот период самец и самка выглядят очень оживлёнными, перелетают с ветки на ветку, особенно часто и громко кричат, рекламируя выбранное место под будущее гнездо. Иногда случается и барабанный стук, однако не так часто, как у других дятлов. В начале брачного периода пение в основном приходится на утренние, а к концу на вечерние часы. Активность не прекращается, даже когда между птицами образовался звуковой контакт. Встретившиеся птицы вначале гоняются друг за другом, а сидя в непосредственной близости, покачивают головами и касаются клювами. В окончательно сформировавшийся паре самец ритуально кормит самку, что обычно предшествует совокуплению.

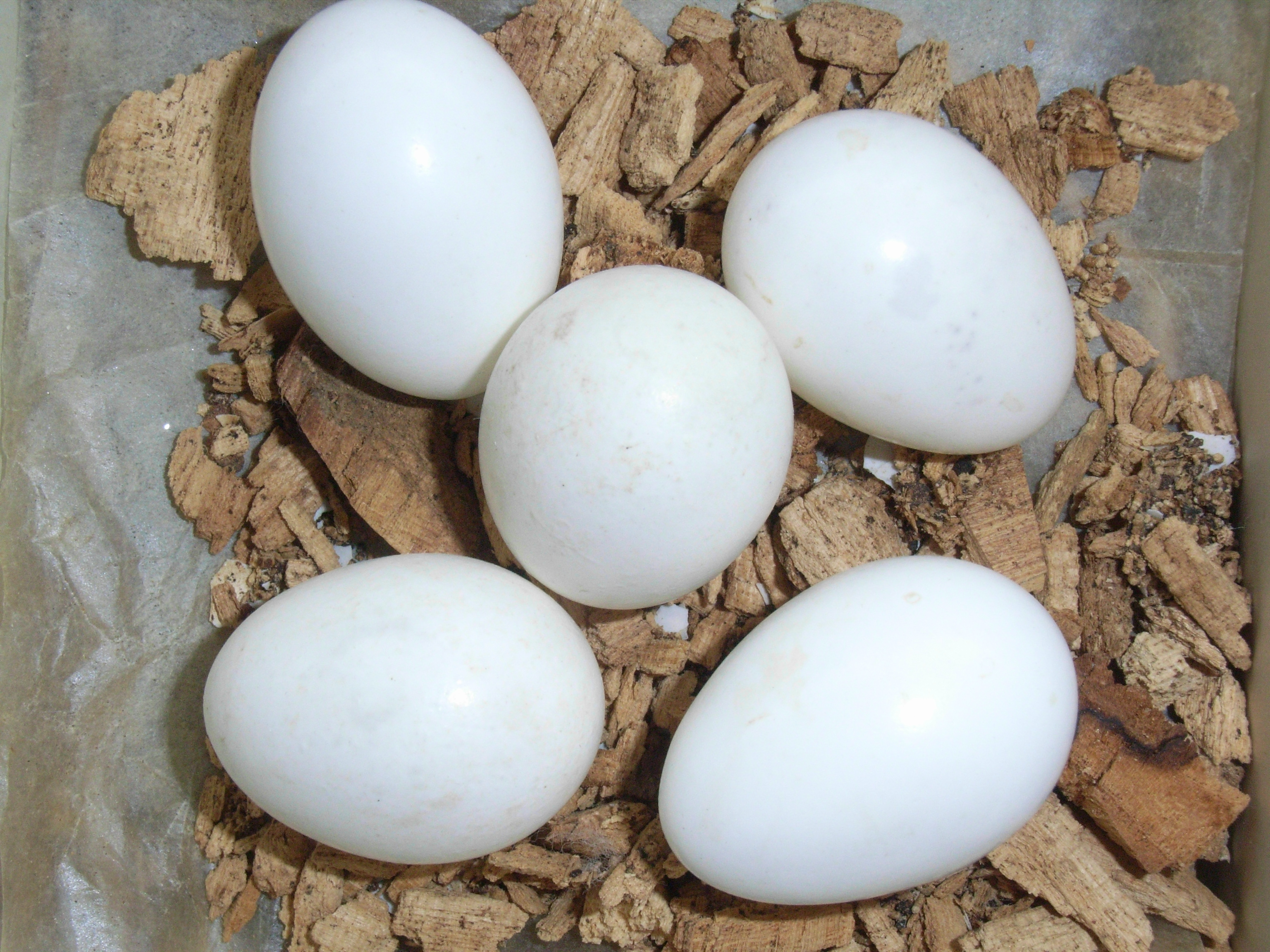
Кладка

Пара образуется в конце марта либо первой половине апреля, и только на один сезон. Тем не менее, ввиду привязанности зелёного дятла к определённому гнездовому участку одни и те же птицы нередко воссоединяются вновь в последующие годы. В этом отношении поведение этого вида заметно отличается от поведения седого дятла, который часто меняет места гнездовий и вне сезона размножения ведёт кочевой образ жизни. Даже зимой зелёный дятел предпочитает не покидать далеко территорию, отдаляясь от мест ночёвки на расстояние не более 5 км.

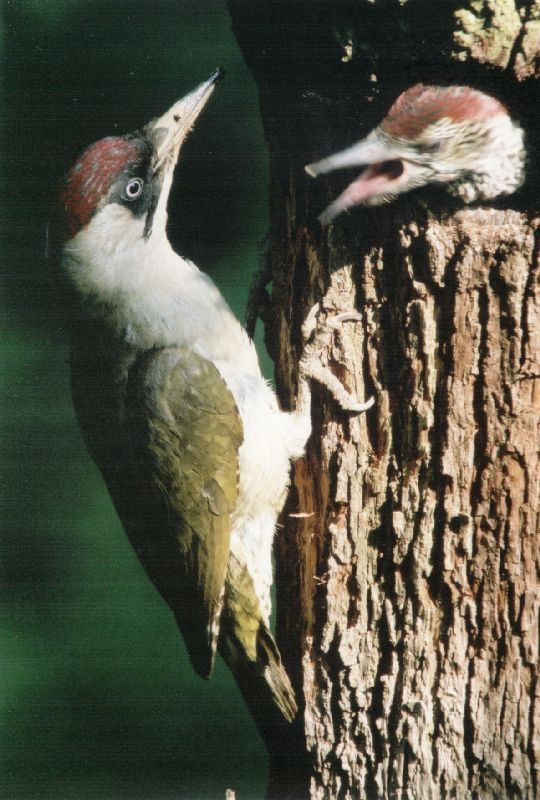
Самка и подросший птенец в гнезде

При обустройстве гнезда отдаётся предпочтение старому дуплу; одно и то же дупло может использоваться до 10 и более лет подряд, хотя и необязательно одними и теми же птицами. Как правило, птицы устраивают новое гнездо на расстоянии не более 500 м от прошлогоднего. В случае нового дупла на его строительство уходит от двух до четырёх недель. Обычно оно расположено в стволе или боковом суку мёртвого либо с подгнившей сердцевиной дерева на высоте от 2-х до 10-и, иногда до 12-м от земли. Чаще всего используются лиственные породы деревьев с мягкой древесиной — тополь, бук, осина, берёза, ива. Глубина гнезда 30—50 см, диаметр 15—18 см. Леток имеет округлую (диаметр около 6,4 см) либо вертикально-продолговатую (7,5 х 5,0 см) форму. Изнутри дупло покрыто толстым слоем древесной трухи, которая выполняет роль подстилки. В долблении дупла принимают участие обе птицы, хотя большую часть времени этим занимается самец.
Сроки откладывания яиц варьируют географически — с конца марта по июнь, на большей части территории России в мае (для дятлов это довольно поздний срок). Полная кладка чаще всего содержит 5—8 яиц, хотя в целом их количество может варьировать в пределах от 4-х до 11-и. Яйца продолговатые с белой блестящей скорлупой, их размеры (27—35) х (20—25) мм. Насиживание начинается с последнего яйца и продолжается 14—17 дней; сидят в равной доле обе птицы пары, сменяясь каждые 1,5—2,5 часа. В тёмное время суток в гнезде в основном присутствует самец. Если по какой-либо причине первоначальная кладка утрачена, самка способна отложить яйца снова, однако уже на новом месте. Птенцы появляются на свет синхронно, при вылуплении пуховой покров отсутствует. Ухаживают и кормят потомство оба родителя, отрыгивая им принесённую пищу из клюва в клюв. С начала насиживания и вплоть до вылета птенцов взрослые птицы стараются вести себя скрытно возле гнезда, ничем не выдавая своё присутствие. Лишь за несколько дней до вылета, который приходится на 23—27-й день жизни, птенцы начинают выглядывать наружу и кричать, чем привлекают к себе внимание. После этого птенцы периодически выбираются из дупла и ползают по дереву, затем делают короткие перелёты, однако каждый раз возвращаются обратно в гнездо. Встав на крыло, выводки распадаются на две части — часть птенцов следует за самкой, другая за самцом. Таким образом, стайки птиц ещё 3—7 недель держатся вместе с родителями, после чего окончательно рассеиваются.

## Питание

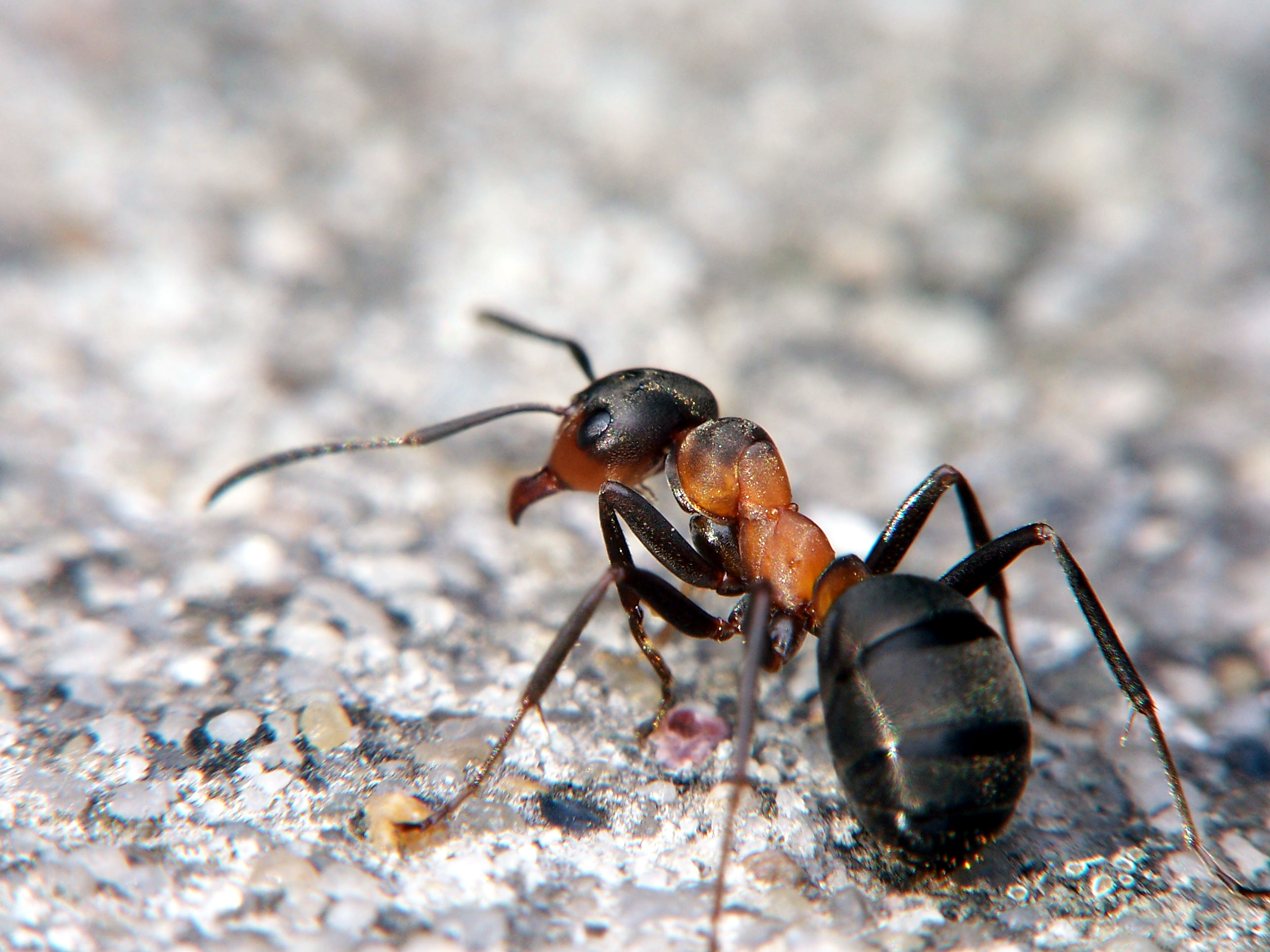
Рыжий лесной муравей — один из видов муравьёв, которыми питается зелёный дятел

В отличие от других видов дятлов, зелёные дятлы ищут себе пропитание главным образом на земле, нежели чем на деревьях. Его излюбленной пищей считаются живущие на земле муравьи и их куколки (яйца), которых птица извлекает из муравейника своим длинным 10-сантиметровым липким языком. Среди видов муравьёв основу питания составляют рыжие лесные муравьи (Formica rufa) и другие виды рода Formica, а также муравьи рода Lasius. Кроме муравьёв, дятлы употребляют в пищу пчёл, которых достают из подвешенных в лесу бортей или их ловят возле ульев, дождевых червей, личинок дровосеков, гусениц бражников и улиток. Изредка ловит пресмыкающихся. В меньшей степени употребляет в пищу растительные корма — подбирает с земли опавшие плоды яблони, груши, хурмы, вишни, черешни, винограда, шелковицы; кормится ягодами и изредка семенами.
В зимнее время, когда земля покрывается снегом, а муравьи прячутся под землю, дятлы прорывают глубокие норы в сугробах в поисках пищи. В этот период они также ищут уснувших насекомых в расщелинах скал и разных укромных местах. Кроме животной пищи, зелёные дятлы питаются и плодами растений: ягодами рябины обыкновенной и тиса ягодного.

## Систематика
Зелёный дятел относится к роду зелёных дятлов, семейству дятловых. Под латинским названием Picus viridis вид был описан шведским натуралистом Карлом Линнеем в 1758 году в 10-м издании Системы природы; это научное название сохранилось до настоящего времени. Родовое название Picus происходит от древнегреческого слова πίκος, буквально означающего «дятел». Видовое название viridis имеет латинское происхождение и переводится как «зелёный».
В настоящее время обычно выделяют 4 подвида зелёного дятла на основании интенсивности зелёной окраски, деталей рисунка и окраски головы:
- P. v. viridis Linnaeus, 1758 — Европа от Британских островов и южной Скандинавии к югу до Франции (за исключением провинции Руссильон), Альп, северных склонов Балкан и побережья Чёрного моря, к востоку до долины Волги;
- P. v. karelii J. F. Brandt, 1841 — Италия, южная Европа к востоку до Болгарии, Малая Азия, Кавказ, северный Иран, юго-западный Туркменистан;
- P. v. sharpei (Saunders, 1872) — Пиренейский полуостров к северу до испанской части западных и центральных Пиренеев, французская провинция Руссильон;
- P. v. innominatus (Zarudny & Loudon, 1905) — южный и юго-западный Иран (горы Загрос).

Международный союз орнитологов выделяет три подвида, рассматривая в качестве отдельного вида Picus sharpei.